# 예시카 슈바르츠
제시카 슈바르츠(Jessica Schwarz, 1977년 5월 5일 ~ )는 독일의 배우이다.

## 출연 작품
- 핸즈 오브 어 마더 (2016)
- 더 쉐프 (2013)
- 아듀 파리 (2013)
- 지저스러브스미 (2012)
- 요코 (2012)
- 데스 오브 어 슈퍼히어로 (2011)
- 더 데이 아이 워스 낫 본 (2010)
- 야생닭 클럽 3 (2009)
- 더 도어 (2009)
- 부덴브루크가의 사람들 (2008)
- 사랑에 빠진 야생닭 클럽: 15세 이야기 (2007)
- 왜 남자는 경청을 못하고 여자는 주차를 못할까? (2007)
- 야생닭 클럽: 12세 이야기 (2006)
- 임파서블 유어즈 (2006)
- 데어 로트 카카두 (2006)
- 단지 유령일 뿐 (2006)
- 향수 - 어느 살인자의 이야기 (2006)
- 오프 비트 (2004)
- 노 리그렛 (2001)
- 블랙락 (1997)